# 괴이와 소녀와 행방불명
괴이와 소녀와 행방불명(일본어: 怪異と乙女と神隠し, Mysterious Disappearances)은 누지마가 쓰고 그린 일본 만화 시리즈이다. 2019년 10월부터 쇼가쿠칸의 야와라카 스피리츠(Yawaraka Spirits) 웹사이트에서 연재되고 있다. Zero-G가 제작한 애니메이션 TV 시리즈 각색은 2024년 4월에 방영되었다.

## 구성
오가와 스미레코는 어린 시절 소설 쓰기를 꿈꿨던 서점 점원이다. 그녀는 자신의 비밀을 숨기고 있는 동료인 아다시노 렌과 팀을 이루어 도시에서 일어나는 초자연적 현상을 조사한다.